# Goodyera vitiensis
Goodyera vitiensis är en orkidéart som först beskrevs av Louis Otho Otto Williams, och fick sitt nu gällande namn av Paul J. Kores. Goodyera vitiensis ingår i släktet knärötter, och familjen orkidéer. Inga underarter finns listade i Catalogue of Life.